# Hidayət Heydərov
Pour les articles homonymes, voir Heydarov.
Hidayet Heydarov, né le 27 juillet 1997, est un judoka azerbaïdjanais en activité évoluant dans la catégorie des moins de 73 kg (poids légers).
Il a remporté la médaille d'or des championnats d'Europe 2017, 2022, 2023 et 2024 dans sa catégorie.
Il devient champion du monde en 2024, et obtient la médaille d'or aux Jeux olympiques de Paris quelques mois plus tard.
Ses frères Nolan Hejdarov et Ethan Hejdarov sont français.
Sachant que Nolan hejdarov est double champion du monde en lutte dans la catégorie junior.

## Palmarès

### Palmarès international
| Année | Compétition                     | Lieu        | Résultat | Catégorie      |
| ----- | ------------------------------- | ----------- | -------- | -------------- |
| 2017  | Championnats d'Europe           | Varsovie    | 1er      | Moins de 73 kg |
| 2017  | Jeux de la solidarité islamique | Bakou       | 1er      | Moins de 73 kg |
| 2018  | Championnats du monde           | Bakou       | 3e       | Moins de 73 kg |
| 2018  | Championnats d'Europe           | Tel Aviv    | 2e       | Moins de 73 kg |
| 2019  | Jeux européens                  | Minsk       | 3e       | Moins de 73 kg |
| 2019  | Championnats du monde           | Tokyo       | 3e       | Moins de 73 kg |
| 2022  | Championnats d'Europe           | Sofia       | 1er      | Moins de 73 kg |
| 2022  | Championnats du monde           | Tachkent    | 3e       | Moins de 73 kg |
| 2023  | Championnats d'Europe           | Montpellier | 1er      | Moins de 73 kg |
| 2023  | Championnats d'Europe open      | Pristina    | 3e       | Moins de 73 kg |
| 2024  | Championnats d'Europe           | Zagreb      | 1er      | Moins de 73 kg |
| 2024  | Championnats du monde           | Abou Dabi   | 1er      | Moins de 73 kg |
| 2024  | Jeux olympiques                 | Paris       | 1er      | Moins de 73 kg |

### Masters mondial, Tournois Grand Chelem et Grand Prix
| Année | Compétition     | Lieu              | Résultat | Catégorie      |
| ----- | --------------- | ----------------- | -------- | -------------- |
| 2017  | Grand Chelem    | Paris             | 3e       | Moins de 73 kg |
| 2017  | Grand Prix      | Antalya           | 3e       | Moins de 73 kg |
| 2017  | Masters mondial | Saint-Pétersbourg | 3e       | Moins de 73 kg |
| 2018  | Grand Prix      | Antalya           | 3e       | Moins de 73 kg |
| 2019  | Grand Chelem    | Bakou             | 1er      | Moins de 73 kg |
| 2019  | Grand Prix      | Hohhot            | 1er      | Moins de 73 kg |
| 2021  | Grand Prix      | Zagreb            | 1er      | Moins de 73 kg |
| 2021  | Grand Chelem    | Paris             | 3e       | Moins de 73 kg |
| 2021  | Grand Chelem    | Bakou             | 3e       | Moins de 73 kg |
| 2022  | Grand Chelem    | Tel Aviv-Jaffa    | 1er      | Moins de 73 kg |
| 2022  | Grand Chelem    | Budapest          | 1er      | Moins de 73 kg |
| 2022  | Grand Chelem    | Bakou             | 1er      | Moins de 73 kg |
| 2023  | Grand Chelem    | Antalya           | 3e       | Moins de 73 kg |
| 2023  | Grand Chelem    | Bakou             | 1er      | Moins de 73 kg |
| 2023  | Grand Chelem    | Tokyo             | 1er      | Moins de 73 kg |
| 2024  | Grand Chelem    | Bakou             | 1er      | Moins de 73 kg |